# IBM
IBM, pronunțat /ai bi em/ (v. AFI), acronim din engleză de la International Business Machines, este o corporație americană producătoare de tehnologie avansată. Sediul companiei se află la Armonk, New York; are filiale în numeroase țări de pe glob. Compania s-a făcut cunoscută prin poziția sa de lider în domeniu între anii 1950 și 1980 (prin sisteme de calculatoare precum IBM 1490 și IBM 7000, precum și prin inventarea discului dur) și prin dezvoltarea în 1981 a microcalculatorului IBM PC, strămoșul calculatoarelor personale de astăzi, bazate pe arhitectura Intel x86. De-a lungul anilor 1980 a participat, alături de diverse alte companii, la dezvoltarea de software pentru arhitectura PC, printre care împreună cu compania Microsoft pentru MS-DOS și OS/2. IBM este, de asemenea, unul din liderii fabricării microchipurilor, dintre care cele mai performante pe plan mondial au fost cele de 64-bit care au echipat computerele firmei Apple între 2002 și 2005, cunoscute sub numele de cod Power G5 sau PowerPC 970. 
Cu toate acestea, în anul 2005, firma IBM și-a vândut divizia de calculatoare personale constructorului chinez Lenovo, care a anunțat că va continua și comercializarea de calculatoare IBM sub propriul nume. Tranzacția a stat la un moment dat sub semnul întrebării, fiind nevoie de aprobarea guvernului american, care a decis că această tranzacție nu impietează asupra securității Statelor Unite ale Americii. Compania IBM continuă să se axeze pe piața supercalculatoarelor, serverelor și a sistemelor integrate pentru afaceri medii și mari, contribuind și la dezvoltarea sistemului de operare Linux.
Acțiunile IBM sunt notate în indexul bursier american Dow Jones.
IBM a dovedit de-a lungul anilor o inventivitate și putere de creație enormă, pe cele mai diverse domenii științifice și tehnologice. Câteva invenții IBM: tehnologia benzii magnetice (folosită la carduri) și codul universal al produselor (codul de bare).

## Istoric
Compania a fost fondată în 1911 sub denumirea Computing Tabulating Recording Company (CTR) prin unirea a trei companii: Tabulating Machine Company, International Time Recording Company și Computing Scale Company. În 1924 și-a schimbat numele în International Business Machines Corporation (IBM) folosind un nume desemnat anterior unei filiale CTR în Canada și mai târziu în America de Sud.
În 1937, echipamentul de tabelare IBM a permis organizațiilor să proceseze cantități uriașe de date. Clienții săi au inclus Guvernul SUA, în timpul primului său efort de a menține evidențele de angajare pentru 26 de milioane de persoane în conformitate cu Legea securității sociale, și al Treilea Reich al lui Hitler, pentru urmărirea evreilor și a altor grupuri persecutate, în mare parte prin filiala germană Dehomag. Afacerile legate de securitatea socială au dat o creștere de 81% a veniturilor din 1935 până în 1939.
În 1949, Thomas Watson, Sr., a creat IBM World Trade Corporation, o filială a IBM axată pe operațiuni externe. În 1952, a demisionat după aproape 40 de ani la conducerea companiei, iar fiul său Thomas Watson, Jr. a fost numit președinte.
IBM a construit Calculatorul Automat de Secvență, un computer electromecanic, în timpul celui de-al doilea război mondial. Acesta a oferit primul său computer comercial cu programe stocate, bazat pe tubul de vid IBM 701, în 1952. IBM 305 RAMAC a introdus unitatea de disc în 1956. Compania a trecut la modele transistorizate cu seria 7000 și 1400, începând din 1958.
În 1956, compania a demonstrat primul exemplu practic de inteligență artificială atunci când Arthur L. Samuel de la IBM Poughkeepsie, New York, a programat un IBM 704 nu doar pentru a juca dame, ci pentru a „învăța” din propria experiență. În 1957, a fost dezvoltat limbajul de programare științifică FORTRAN. În 1961, IBM a dezvoltat sistemul de rezervare SABER pentru American Airlines și a introdus mașina de scris Selectric de mare succes.
În 1963, angajații IBM și computerele au ajutat NASA să urmărească zborurile orbitale ale astronauților Mercury. Un an mai târziu, și-a mutat sediul central din New York în Armonk, New York. Cea de-a doua jumătate a anilor 1960 a văzut IBM continuând să sprijine explorarea spațiului, participând la zborurile Gemeni din 1965, zborurile din Saturn din 1966 și misiunea lunară din 1969. De asemenea, IBM a dezvoltat și fabricat calculatoarele de îndrumare ale unității de instrumente Saturn V și Apollo.
La 7 aprilie 1964, IBM a anunțat prima familie de sisteme de calculatoare, IBM System / 360. Aceasta a cuprins gama completă de aplicații comerciale și științifice de la mari la mici, permițând companiilor pentru prima dată să facă upgrade la modele cu o capacitate de calcul mai mare, fără a fi nevoie să le rescrie aplicațiile. A fost urmat de IBM System / 370 în 1970. Împreună, 360 și 370 au făcut din mainframe-ul IBM computerul dominant și platforma de calcul dominantă din industrie pe parcursul acestei perioade și la începutul anilor 1980. Ei și sistemele de operare care funcționau pe ele, cum ar fi OS / VS1 și MVS, și middleware-ul construit deasupra celor cum ar fi monitorul de procesare a tranzacțiilor CICS, aveau o cotă de piață aproape la nivel de monopol și au devenit ceea ce IBM era cel mai cunoscut pentru în această perioadă.
În 1969, Statele Unite ale Americii au susținut că IBM a încălcat legea antitrust Sherman prin monopolizarea sau încercarea de a monopoliza piața sistemelor electronice digitale de uz general, în special computerele concepute în principal pentru afaceri și, ulterior, a pretins că IBM a încălcat legile antitrust din IBM prin acțiuni îndreptate împotriva companiilor de leasing și a producătorilor de periferice. La scurt timp după aceea, IBM și-a separat software-ul și serviciile în ceea ce mulți observatori credeau că este un rezultat direct al procesului, creând o piață competitivă pentru software. În 1982, Departamentul Justiției a renunțat la caz ca „fără merit”.
Tot în 1969, inginerul IBM Forrest Parry a inventat cardul cu bandă magnetică care va deveni omniprezent pentru cardurile de credit / debit / ATM, permisele de conducere, cardurile de tranzit rapid și o multitudine de alte aplicații de control al identității și accesului. IBM a fost pionierul fabricării acestor carduri și, pentru majoritatea anilor 1970, sistemele de prelucrare a datelor și software-ul pentru astfel de aplicații au funcționat exclusiv pe computerele IBM. În 1974, inginerul IBM George J. Laurer a dezvoltat Codul Universal al Produsului. IBM și Banca Mondială au introdus pentru prima dată swap-uri financiare către public în 1981, când au încheiat un acord de swap. Computerul IBM, denumit inițial IBM 5150, a fost introdus în 1981 și a devenit în curând un standard industrial. În 1991, IBM și-a transformat fabricația de imprimante într-o nouă afacere numită Lexmark.
În 1993, IBM a înregistrat o pierdere de 8 miliarde de dolari - pe atunci cea mai mare din istoria corporației americane. Lou Gerstner a fost angajat ca CEO al RJR Nabisco pentru a întoarce compania. În 2002, IBM a achiziționat consultanța PwC.
În 2005, compania și-a vândut afacerea de calculatoare personale companiei chineze de tehnologie Lenovo și, în 2009, a achiziționat compania de software SPSS Inc. Mai târziu în 2009, programul IBM de supercomputing Blue Gene a primit Medalia Națională de Tehnologie și Inovație de către președintele american Barack Obama. În 2011, IBM a câștigat atenție la nivel mondial pentru programul său de inteligență artificială Watson, care a fost expus la Jeopardy! unde a câștigat împotriva campionilor de jocuri Ken Jennings și Brad Rutter. Compania și-a sărbătorit de asemenea 100 de ani în același an pe 16 iunie. 
În 2012 IBM a anunțat că a fost de acord să cumpere Kenexa și Texas Memory Systems, și un an mai târziu a achiziționat, de asemenea, SoftLayer Technologies, un serviciu de găzduire web, într-un tranzacție în valoare de aproximativ 2 miliarde de dolari.  Tot în acel an, compania a proiectat un sistem de supraveghere video pentru orașul Davao.
În 2014, IBM a anunțat că va vinde divizia de servere x86 către Lenovo pentru 2,1 miliarde de dolari. De asemenea, în acel an, IBM a început să anunțe mai multe parteneriate majore cu alte companii, inclusiv Apple Inc.,  Twitter, Facebook, Tencent, Cisco, UnderArmour, Box, Microsoft, VMware, CSC, Macy's, Sesame Workshop, compania mamă a Sesame Street și Salesforce.com.
În 2015, IBM a anunțat trei achiziții majore: Merge Healthcare pentru 1 miliard de dolari, furnizorul de stocare a datelor Cleversafe și toate activele digitale de la The Weather Company, inclusiv Weather.com și aplicația mobilă Weather Channel. Tot în acel an, angajații IBM au creat filmul A Boy and His Atom, care a fost primul film cu molecule care a spus o poveste. În 2016, IBM a achiziționat serviciul de conferințe video Ustream și a format o nouă unitate video cloud.  În aprilie 2016, a înregistrat un nivel scăzut de 14 ani în vânzările trimestriale. Luna următoare, Groupon a dat în judecată IBM, acuzându-l de încălcare a brevetului, la două luni după ce IBM l-a acuzat pe Groupon de încălcare a brevetului într-un proces separat.
În 2015, IBM a cumpărat partea digitală a companiei The Weather Company;  Truven Health Analytics pentru 2,6 miliarde de dolari în 2016, iar în octombrie 2018, IBM și-a anunțat intenția de a achiziționa Red Hat pentru 34 de miliarde de dolari,    care a fost finalizată la 9 iulie 2019.
IBM a anunțat în octombrie 2020 că se împarte în două companii publice separate. Viitorul accent al IBM va fi pe cloud computing cu marjă ridicată și inteligența artificială, construite pe baza achiziției Red Hat din 2019.  Noua companie „NewCo”, cunoscută acum sub numele de Kyndryl, creată din unitatea IBM Global Technology Services Managed Infrastructure Services, va avea 90.000 de angajați, 4.600 de clienți în 115 țări, cu un restant de 60 de miliarde de dolari.  Spin-off-ul IBM va fi mai mare decât oricare dintre dezinvestirile sale anterioare și binevenită de investitori. 
În ianuarie 2021, IBM l-a numit pe Martin Schroeter, care a fost director financiar al IBM din 2014 până la sfârșitul anului 2017, în funcția de CEO al „NewCo”, companie care se așteaptă să fie finalizată până la sfârșitul anului 2021 ca o companie independentă, tranzacționată public, cu un nou nume. 
IBM s-a reinventat în mod regulat prin vânzarea activelor cu marjă redusă, în timp ce și-a îndreptat atenția către piețe cu valoare mai mare și mai profitabile.

## IBM în România
Compania este prezentă și în România, la finalul lui 2010 având aproximativ 1.400 de angajați în cele cinci centre prin care activează pe piața locală.
IBM Romania a avut în 2009 afaceri de aproximativ 51,1 milioane de euro și un profit net de 8,8 milioane de euro.